# The Vamps

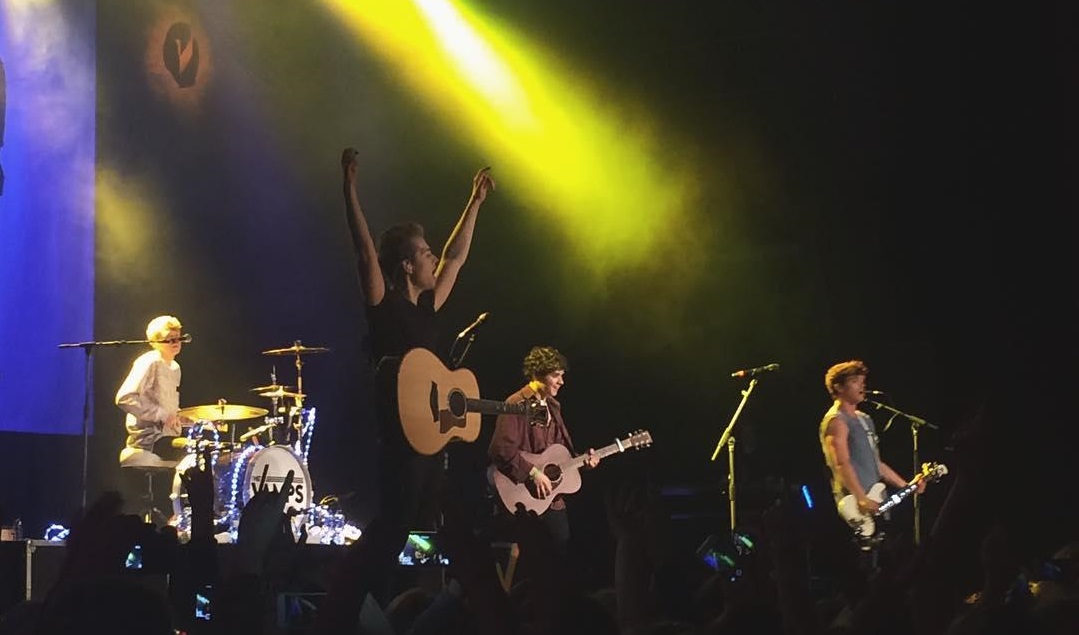

The Vamps és una banda del Regne Unit, de gènere indie pop. La banda està formada per Bradley Simpson (veu principal i guitarra), James Mcvey (veu i guitarra), Connor Ball (veu i baix) i Tristan Evans (veu i bateria). Van començar penjant covers a Youtube i el 2012 van aconseguir firmar amb la discogràfica Steady Records i Virgin EMI Records. També han participat amb diferents festivals a Gran Bretanya. Han fet diverses gires pel regne unit i la resta del món. Compten amb tres àlbums d'estudi ("Meet The Vamps", "Wake Up" i "Night & Day")

## Història
El 2011, en James McVey, que ja comptava amb mànagers, volia formar una banda. En McVey va descobrir a Bradley Simpson a través de YouTube. Més tard Simpson es va convertir en el cantant principal del grup. En aquest mateix any, James i Brad van trobar Tristan Evans (bateria) via Facebook. Més tard, el trio va trobar a en Connor Ball, que era amic d'un conegut del trio. El 2012, la banda va començar a pujar covers al seu canal de YouTube.
El 2013 van aconseguir ser teloners de McFly en la seva gira d'abril i maig. El 22 de juliol, la banda va pujar una cançó original “Can We Dance” al seu canal de YouTube. El vídeo va arribar a les 46.000 visualitzacions en els dos primers dies. Més tard, van llançar el seu senzill debut “Wild Heart” que va ser vist per un milió de persones en les dues primeres setmanes. Al setembre de 2013, The Vamps van ser teloners de Selena Gomez en les seves actuacions de Londres. El 6 d'octubre de 2013, «Can We Dance» va debutar com a número dos en les llista de senzills de Gran Bretanya, seguidament “Wild Heart ” va arribar al tercer lloc de la mateixa llista. El 3 de desembre del mateix any va ser llançat el seu nou single «Last Night».
El març de 2014 van ser teloners de la banda R5 a Londres. Seguidament el seu primer àlbum Meet the Vamps va ser llançat a l'abril, aconseguint la segona posició en la llista d'àlbums del Regne Unit. El 9 de juny van estrenar el vídeo de “Somebody To You” en el qual també va participar la cantant Demi Lovato. El 8 de setembre, The Vamps van presentar el seu single més recent “Oh Cecília (Breaking My Heart)”, acompanyats pel jove cantant Shawn Mendes, que després de 2 setmanes va arribar a les 2 milions de visites. El 13 de setembre, van llançar amb Disney el videoclip oficial de “Hurricane”, filmat a Los Angeles per a la pel·lícula “Alexander i un dia terrible, horrible, dolent... molt dolent !” 
Actualment estan fent la seva pròpia gira “Meet The Vamps” per Amèrica.
The Vamps van celebrar els seus deu anys a la música el 2022 amb el llançament d'un fanzine titulat "Ten Years Of The Vamps" produït en col·laboració entre fans i membres de la banda.

## Membres

### James Daniel McVey
En James va néixer el 30 d'abril de 1994. Té una germana anomenada Sophie, un gat anomenat Mickey i un conillet d'índies. Ell és originari de Chester (Anglaterra), però es va traslladar a Bournemouth quan tenia quatre anys. Té 23 anys i és el més gran del grup. Toca la guitarra i canta algunes parts de cançons com a corista amb el Bradley i el Connor. Li encanta viatjar a llocs nous i experimentar cultures noves i diferents. La seva mare, Cristine McVey es va divorciar del seu pare quan ell tenia 8 anys. En James té dos comptes a YouTube, un que pràcticament ha abandonat ("James McVey") i un altre amb el seu mateix nom. La diferència és que a un es dedicava a penjar cançons i a la actual hi penja vídeos parlant de diversos temes, com és la gravació d'un videoclip, com passa per Nadal, etc.
Com ell mateix diu, és un fanàtic dels gats, els gossos i els cotxes. Fa poc, en James va admetre que, fa un parell d'anys, va estar a punt de deixar la banda per problemes de salut. Per sort, ara veu la realitat segons ell i és vegetarià. A més del membre més gran del grup, és el que el va formar. Va publicar un EP a Spotify i iTunes abans de la banda, anomenat "Who I Am".

### Bradley Will Simpson
En Bradley va néixer el 28 de juliol de 1995 a Birmingham, Anglaterra. Té 22 anys i és el segon més jove de la banda. És el cantant principal del grup i toca la guitarra, l'ukelele i el piano. La seva primera guitarra la va comprar a IKEA. Quan tenia 11 anys va començar a tocar la guitarra amb un professor particular i als 12 va deixar les classes de guitarra per tocar-la ell al seu gust.Tenia un grup de música a l'escola i ell era el guitarrista. el cantant d'aquesta, ho va deixar i va ser quan el va substituir amb 14 anys. També cantava i tocava diferents instruments en solitari per penjar 'covers' a Youtube. Va fer un àlbum de cançons escrites per ell amb aquella edat i el van comprar moltes persones. Té una germana anomenada Natalie que quan The Vamps no era gaire conegut, ella era la fotògrafa principal de la banda. També té un gos que es diu Jesse. La seva mare és l'Anne-Marie Simpson i el seu pare en Derek Simpson.

### Tristan Oliver Vance Evans
En Tristan Evans va néixer el 15 d'agost de 1994 a Exeter, encara que viu a Devon (Anglaterra). Toca la bateria, la guitarra, el piano i canta als cors. Té 22 anys i és el mitjà del grup. Va començar a tocar la bateria quan tenia 7 anys i el 2010 va ser guardonat amb el millor jove bateria de l'any. En Tristán té una germana i un germà. La seva mare, Eleonora Evans, el va tenir als 19 anys i es va divorciar del seu pare a causa de problemes familiars.
En Tristan es va criar a una granja als afores de Exeter, i per això no va tenir molts amics fins que va començar l'escola. No s'estava quiet mai, i aquest va ser el motiu pel qual la seva professora va encomanar als seus pares que busquessin un passatemps per al seu fill. Sens dubte, ell va triar la percussió, i fins avui ha continuat. Ha admès que al principi no li feia gràcia la idea d'integrar a Connor al grup, encara que al final es van fer molt amics. Va ser el tercer en arribar al grup.

### Connor Samuel John Ball
En Connor va néixer el 15 de març de 1996 a Aberdeen (Escòcia). Es va integrar a la banda el 10 de març de 2013. Va ser l'últim a unir-se a la banda. Té 21 anys i és el més jove de la banda. Ell va començar a tocar la guitarra a primerenca edat per poder tocar tota mena de cançons i estils musicals. Ha escrit algunes cançons que es troben en el seu compte de YouTube. En Connor és baixista i fa els cors, a més de tenir un solo a un parell de cançons. Té dues mascotes, un hàmster anomenat Harry i un llangardaix anomenat Rex.
Una de les seves aficions és jugar a futbol, i ha pujat uns quants covers al compte de YouTube de la banda, com ara "Sexual" de NEIKED o un mashup del nou àlbum d'estudi del cantant Ed Sheeran. Té un germà petit i un compte de YouTube on publica filmacions del seu dia a dia, "Kong Gaming". També es va fer un altre compte per a penjar cançons un cop va oblidar la contrasenya del seu compte habitual. L'actual s'anomena "Condor" i, fins ara, compta amb 3 cançons.

## Discografia
- Can We Dance EP (2013)
- Wild Heart EP (2014)
- Last Night EP (2014)
- Meet the Vamps (2014)
- Meet The Vamps (Deluxe Edition) (2014)
- Somebody To You EP (2014)
- Oh Cecilia (Breaking My Heart) EP (2014)
- Meet The Vamps (Christmas Edition) (2014)

## Premis i nominacions
| Any  | Premi                           | Categoria                        |
| ---- | ------------------------------- | -------------------------------- |
| 2013 | Music Video Honours             | Millor Revelació                 |
| 2013 | The Hot Hits Awards             | Nou Artista Preferit Millor Grup |
| 2014 | Melty Future Awards             | Prix Spécial Internacional       |
| 2014 | MTV Brand New                   | Brand New                        |
| 2014 | Radio Disney Music Awards       | Nou Artista Preferit             |
| 2014 | Nickelodeon Kids' Choice Awards | Revelació Britànica Preferida    |